# Estrella de Soria

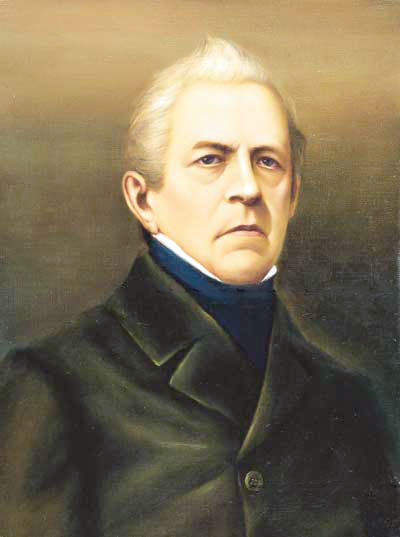
Franz Berwald, autor de la ópera.

Estrella de Soria es una ópera en tres actos de Franz Berwald, con libreto de Otto Prechtler traducido al sueco por Ernst Wallmark. 
Su estreno tuvo lugar en la Ópera Real de Suecia (Estocolmo) el 9 de abril de 1862, y se representaron cinco funciones. Nunca ha formado parte del gran repertorio, si bien se dieron nuevas representaciones en Estocolmo en el año 1898 y, posteriormente, en el año 1946. 
La obertura, que recrea el tema de la primera aria de Estrella se ha grabado en algunas ocasiones, y en 1994 el sello Musica Sveciae publicó un CD con fragmentos. La primera grabación que conoció esta ópera fue el aria de Estrella cantada por Birgit Nilsson el año 1947, la cual fue reditada. La partitura de esta ópera fue publicada en su totalidad en el año 1862, con el número de catálogo 17a-b en la edición de Bärenreiter.

## Reparto del estreno
- Estrella, Condesa de Soria: Fredrika Andrée, soprano

- Zulma, una princesa mora: Strandberg, soprano

- Salvaterra, un general castellano: Arnoldsson, tenor

- Muza, un príncipe moro: Wilman, bajo

- Sambrano, un caballero: Sandström, tenor

- Diego, un sirviente de Estrella: Arlberg, barítono

- El Rey de Castilla: Walin, bajo

Coro: Cortesanos, soldados, moros.
Director: Ludwig Norman

## Argumento
La ópera se desarrolla en el Reino de Castilla del siglo XV.

### Acto I
La condesa de Soria (soprano) planea casarse con el General de Salvaterra (tenor), el cual ha vencido a los moros en una batalla. Además, ha capturado al Príncipe moro Muza (bajo) y se ha enamorado de la prometida de este último: la princesa Zulma (soprano). Zulma corresponde a Salvaterra y le da su faja en prenda. Muza insiste en que Salvaterra cumpla su promesa de liberarlo así como a su prometida. No obstante, Zulma manifiesta su voluntad de permanecer en Castilla, ante lo cual el moro jura venganza. Estrella, condesa de Soria, es sabedora del amor de Salvaterra por la cautiva princesa mora, pero confía en que sea pasajero y poder recuperarlo en el futuro.

### Acto II
En un bosque, a las afueras de la ciudad, el Caballero Sambrano previene a Salvaterra de las amenazas de Muza, y conduce a Zulma al castillo de aquel (Salvaterra), pero durante el trayecto, Muza y sus hombres le tienden una emboscada. En el palacio del rey de Castilla, Estrella se siente alicaída, en tanto que tienen lugar los preparativos para celebrar la victoria. El rey ofrece a Salvaterra la mano de Estrella, cuando Diego, siervo de Estrella, se da cuenta de que éste ciñe la faja de Zulma que esta le había dado, lo que despierta en Estrella una gran indignación. No obstante, y a pesar de la confusión reinante, el rey manda que continúen los festejos. Muza se acerca al rey y le denuncia el rapto de su prometida a manos de Salvaterra. En su indignación, Muza desenvaina su espada, por lo que es abatido. El rey destierra a Salvaterra.

### Acto III
En un paraje junto al mar, unos campesinos trabajan. Se acercan Salvaterra y Zulma. Sambrano llega y le dice a su amo que Estrella y Diego están a punto de llegar. Cuando Salvaterra se dispone a zarpar, Estrella ve a una mujer cubierta con un velo, y les orden que sea conducida a un acantilado, y allí asesinada. Cuando Salvaterra regresa, Estrella ordena a sus hombres que lo apresen. En eso, se desata una tormenta, mientras que, gracias a Sambrano, los hombres de Estrella son desarmados y Zulma rescatada. A pesar de que Estrella ordena a sus hombres que acaben con sus enemigos, Salvaterra y Zulma consiguen embarcarse y hacerse a la mar. Sumida en desesperación, Estrella se apuñala y muere.
- Datos: Q926956